# Генадиј Гусаров
Генадиј Александрович Гусаров (рус. Геннадий Александрович Гусаров; 11. март 1937 — 2. јун 2014) био је руски и совјетски фудбалер, играо је на позицији нападача.

## Биографија
Од 1952. године играо је у омладинским тимовима ЦСКА. Од 1957. до 1962. године бранио је боје Торпеда из Москве, затим је играо за Динамо из Москве (1963-1968). Каријеру је завршио у Динаму Барнаул, за који је наступао од 1969. до 1971. Био је првак СССР-а 1960. и 1963. Два пута је освајао национални куп и два пута је био најбољи стрелац првенства.
Одиграо је 11 утакмица за репрезентацију СССР-а, постигао 4 гола. Био је учесник Светског првенства 1958. у Шведској и Светског првенства 1962. у Чилеу. Као део националног тима отишао је на завршни турнир Европског првенства 1964, а СССР је заузео друго место.
Након завршетка играчке каријере, радио је као фудбалски тренер.
Преминуо је 2. јуна 2014. године, сахрањен је у Москви на Головинском гробљу.

## Успеси

### Клуб
- Првенство Совјетског Савеза: 1960, 1963.
- Куп Совјетског Савеза: 1960, 1967.

### Репрезентација
СССР
- Европско првенство друго место: Шпанија 1964.

### Индивидуални
- Најбољи стрелац првенства СССР: 1960, 1961.